# Lorénska stiftelsen

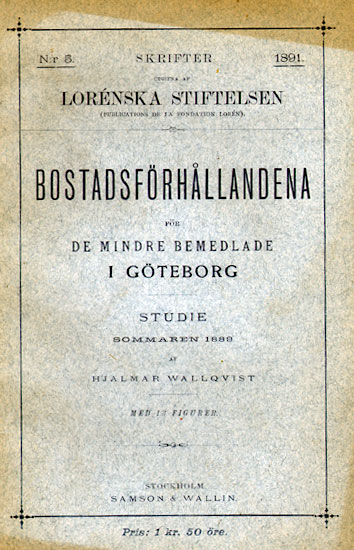
Nr 5 i skriftserien

Lorénska stiftelsen eller egentligen Lorénska fonden för befrämjande af socialvetenskaper upprättades genom testamente av Viktor Lorén den 29 november 1885. 
| ” | "Fonden för befrämjande av socialvetenskaper skall enligt testators förordnande hava till uppgift bl.a. att bidraga till utredande av den sociala frågan och sprida allmännare kännedom om socialvetenskaperna." | „ |

Viktor Lorén överlämnade nästan hela sin kvarlåtenskap om cirka 150 000 kronor åt fem namngivna personer att använda medlen i nämnda syfte. Inte bara räntor, utan även själva kapitalet borde förbrukas inom en tid av högst femtio - fast enligt muntliga uttalanden av Lorén "hellre femton än femtio" - år. Muntligen hade han också uttalat, att en del av medlen borde användas till inköp av socialvetenskaplig litteratur, som skulle göras tillgänglig för studier genom något offentligt bibliotek.
Redan 1897 överlämnades som gåva till riksdagens bibliotek största delen av det då omkring 5 000 titlar omfattande "Lorénska biblioteket" och resten lämnades senare huvudsakligen till Stockholms högskola. Med understöd av fonden kunde ca 30 personer göra specialundersökningar, ge ut arbeten, hålla föreläsningar, företa utländska studieresor m.m. 
Åren 1890-1899 publicerades 17 nummer av socialvetenskapligt eller statistiskt innehåll i serien "Skrifter utgifna af Lorénska stiftelsen". Se vidare förteckning nedan.
Stiftelsen fick stor betydelse för samhällsvetenskapernas framväxt i Sverige. Detta har ingående behandlats av Per Wisselgren i avhandlingen Lorénska stiftelsen, den sociala frågan och samhällsvetenskapens formering 1830-1920.

## Skrifter utgivna av Lorénska stiftelsen
- Feilitzen, Urban von (1890-1892). Tjenare, statare och torpare: en del statististiskt material till jordarbetarfrågans lösning. Skrifter utgifna af Lorénska Stiftelsen 1, 6, 7. Stockholm: Samson & Wallin. Libris 1626358
- Kovalevskij, Maksim Maksimovi? (1890) (på franska). Tableaux des origines et de l'évolution de la famille et de la propriété. Skrifter utgifna af Lorénska Stiftelsen 2. Stockholm: Samson & Wallin. Libris 1310074
- Fredholm, J. H. G. (1890). Arbetarelagstiftningen och fabriksinspektionen i utlandet.. Skrifter utgifna af Lorénska Stiftelsen 3. Stockholm. Libris 1626362
- Hultgren, Ernst Olof; Landergren Ernst (1891) (på tyska). Untersuchung über die Ernährung schwedischer Arbeiter bei frei gewählter Kost. Skrifter utgifna af Lorénska Stiftelsen 4. Stockholm. Libris 1499935
- Wallqvist, Hjalmar (1891). Bostadsförhållandena för de mindre bemedlade i Göteborg: studie sommaren 1889. Skrifter utgifna af Lorénska Stiftelsen 5. Stockholm: Samson & Wallin. Libris 1626363
- Leffler, Johan (1893). Om olika löneformer med särskilt afseende på s.k. vinstandelssystem.. Skrifter utgifna af Lorénska Stiftelsen. Stockholm: Samson & Wallin. Libris 1755569
- Geijerstam, Gustaf af (1894). Anteckningar om arbetarförhållanden i Stockholm.. Skrifter utgifna af Lorénska Stiftelsen. Stockholm: Samson & Wallin. Libris 891139
- Geijerstam, Gustaf af (1895). Anteckningar rörande fabriksarbetarnes ställning i Marks härad.. Skrifter utgifna af Lorénska Stiftelsen. Stockholm: Samson & Wallin. Libris 1626364
- Steffen, Gustaf F. (1895-1899). Studier öfver lönesystemets historia i England.. Skrifter utgifna af Lorénska Stiftelsen. Stockholm. Libris 490358
- Key-Åberg, Karl (1896). Inom textilindustrien i Norrköping sysselsatta arbetares lönevillkor och bostadsförhållanden: statistisk undersökning. Skrifter utgifna af Lorénska Stiftelsen. Stockholm: Samson & Wallin. Libris 1180412
- Tengdahl, Knut A. (1897). Material till bedömande af hamnarbetarnes i Stockholm lefnadsförhållanden.. Skrifter utgifna af Lorénska Stiftelsen 13. Stockholm: Inst. Libris 1511767
- Geijerstam, Gustaf af (1897). Anteckningar rörande arbetarnes ställning vid fyra svenska grufvor. Skrifter utgifna af Lorénska Stiftelsen 14. Stockholm. Libris 1176251
- Leffler, Johan (1897) (på tyska). Zur Kenntniss von den Lebens- und Lohnverhältnissen industrieller Arbeiterinnen in Stockholm.. Skrifter utgifna af Lorénska Stiftelsen 15. Stockholm. Libris 1511828
- Key-Åberg, Karl (1899). Arbetsstatistisk studie öfver glasindustrien i Sverige. Skrifter utgifna af Lorénska Stiftelsen. Stockholm: Nordiska bokh. [distributör]. Libris 1953411